# Mallerstang
Mallerstang est une paroisse civile située dans le comté de Cumbria, au nord-ouest de l'Angleterre. En 2011, sa population était de 173 habitants. Elle subit souvent des vents similaires au vent de Helm.